# Allium herderianum
Allium herderianum — вид рослин з родини амарилісових (Amaryllidaceae); ендемік Китаю.

## Опис
Цибулина поодинока, від яйцювато-кулястої до яйцюватої, діаметром 1–1.5 см; оболонка сірувато-коричнева. Листок майже рівні стеблині; 2–4 мм завширшки. Стеблина (12)20–40 см, кругла в розрізі, вкрита листовими піхвами лише в основі. Зонтик від напівсферичного до кулястого, густо багато квітковий. Оцвітина від блідо до яскраво-жовтої; зовнішні сегменти довгасто-яйцюваті, човноподібні, 5–6 × 2.5–3 мм; внутрішні довгасто-ланцетні, 7–8 × 2–2.5 мм. Період цвітіння й плодоношення: липень — вересень.

## Поширення
Ендемік Китаю — Ганьсу, Цінхай.
Населяє сонячні схили, сухі рівнини; 2900–3900 м.